# 辛普森沙漠
24°34′S 137°25′E / 24.57°S 137.42°E
辛普森沙漠（英語：Simpson Desert）位于澳大利亚中部，面积约176500平方公里。它包含澳洲北领地、南澳州和昆士兰州的一些地区，向西与Finke河和Mabel山脉相邻，北为Adam山脉，东为Georgina河和Diamantina河，南部则与著名的艾尔湖相邻。沙漠内平均年降雨量不足200毫米。
澳洲探险家、地质学家馬迪根（Cecil Madigan）於1939年首次穿越此沙漠，並以阿德莱德市长 Alfred Allen Simpson 的名字而命名。